# Ringridning (dokumentarfilm)
|  | Denne artikel er oprettet af botten Steenthbot ud fra en ekstern database. Den kan derfor have sproglige fejl eller mangler. Denne skabelon kan fjernes efter kontrol af indholdet. |

Ringridning er en dansk dokumentarfilm fra 1985 instrueret af Jørgen Weiss.

## Handling
Filmen tager os med til "Norderuropas største folkefest" - den traditionsrige Ringriderfest i Sønderborg. Som fluer på væggen følger vi ringriderkomiteens forberedelser, fra planlægning og budgettering, til opsætning af galger, boder og telte. Vi er med til træningen for heste og ryttere og til organiseringen af de ca. 600 rytterpræmier. PR-chefen har travlt i dagene op til åbningen, bl.a. med avisen "Ringrider Tidende" og produktion og ophængning af plakater. Inden det endelig går løs med optog, indledende konkurrencer, forlystelser, de berømte ringriderfrokoster, festtaler, kåring af ringriderkonge, -kronprins og -prins og det afsluttende festfyrværkeri.